# Mezőkövesd
Mezőkövesd là một thành phố thuộc hạt Borsod-Abaúj-Zemplén, Hungary. Thành phố này có diện tích 100,56 km², dân số năm 2010 là 16770 người, mật độ 167 người/km².